# Hubert Auriol
Hubert Auriol (Addisz-Abeba, 1952. június 7. – 2021. január 10.) francia autó- és motorversenyző, a Dakar-rali többszörös győztese, valamint igazgatója. Ő volt az első aki motoron és autóval is meg tudta nyerni a Dakar-ralit.

## Fiatalkora
Francia szülők gyermekeként született Etiópiában, Addisz-Abebában. Tizenhét éves korában hazatért Franciaországba, és közgazdasági tanulmányai befejezése után textilkereskedő lett.

## Pályafutása
1973-ban kezdett versenyszerűen motorozni, ekkor enduro-, valamint motokrossz-versenyeken szerepelt. 1979-ben részt vett az első Dakar-ralin. Első Dakarján hatodik lett. 1981-ben és 1983-ban megnyerte a viadalt. 1987-ben közel állt harmadik sikeréhez, azonban egy baleset miatt ezt már nem sikerült elérnie. Az utolsó előtti napon elesett, és noha mindkét lába eltörött, még teljesítette a napi szakaszt. A célból helikopterrel kórházba szállították, ahol megoperálták. Később autóval állt rajthoz a viadalon és az 1992-es versenyen elért győzelmével ő lett az első a Dakar-rali történelmében, aki autóval és motorral is diadalmaskodott.
Versenyzéstől való visszavonulása után évekig a Dakar-rali versenyigazgatója volt.

## Fordítás
- Ez a szócikk részben vagy egészben  a   Hubert Auriol című angol Wikipédia-szócikk fordításán alapul.  Az eredeti cikk szerkesztőit annak laptörténete sorolja fel. Ez a jelzés csupán a megfogalmazás eredetét és a szerzői jogokat jelzi, nem szolgál a cikkben szereplő információk forrásmegjelöléseként.